# Таварес, Микаэль
Микаэль Таварес (фр. Mickaël Tavares; 25 октября 1982, Вильнёв-Сен-Жорж, Франция) — сенегальский футболист, опорный полузащитник. Выступал за национальную сборной Сенегала.

## Карьера

### Клубная
Таварес начал свою карьеру в «Кретее», и в 2000 году перешёл в португальскую «Алверку». Через два года он вернулся на родину и подписал контракт с «Аббевилем» за который сыграл 26 матчей и забил 9 голов, после этого он перешёл в «Нант», где играл за резервную команду. В 2005 году он перешёл в «Тур».
В июле 2007 года он подписал контракт с чешской «Славией» на 2 года, с возможностью продления ещё на один год. 30 января 2009 года он перешёл в «Гамбург». Дебютировал за «Гамбург» 22 февраля 2009 года против команды «Байер 04».
24 января 2010 года Микаэль был отдан в аренду в «Нюрнберг» до конца сезона. В августе 2010 его отправили в резервную команду «Гамбурга», заявив, что у него нет никакого будущего в первой команде. 27 августа 2010 года Таварес был отдан в аренду «Мидлсбро» до июля 2011 года. В августе 2013 года заключил контракт на один сезон с нидерландским клубом «Валвейк».

### В сборной
Получал вызов в сборную Кабо-Верде на товарищеский матч со сборной Люксембурга в преддверии отборочных матчей к чемпионату миру 2010 года, но Таварес отказался. Теперь он играет за сборную Сенегала, сыграл свой первый международный матч в 2009 году.